# 灰胸薮鹛
灰胸薮鹛（学名：Liocichla omeiensis），是画眉科薮鹛属的一种，为中国大陆的特有种。全球活动范围约为8,200平方千米。该物种的保护状况被评为易危。
灰胸薮鹛的栖息地包括亚热带或热带的高海拔疏灌丛和亚热带或热带的湿润山地林。该物种的模式产地在四川峨眉山。

## 保育狀況
- 被列為《瀕危野生動植物種國際貿易公約》附錄二的物種，被限制出口及貿易。
- 中国国家一级保护动物。